# ژان مارک اوروک
ژان مارک اوروک (انگلیسی: Jean-Marc Oroque؛ زادهٔ ۱۰ ژوئن ۱۹۸۳) بازیکن فوتبال اهل فرانسه است.